# Qazigund
Qazigund è una città dell'India di 4.307 abitanti, situata nel distretto di Anantnag, nel territorio del Jammu e Kashmir. In base al numero di abitanti la città rientra nella classe VI (meno di 5.000 persone).

## Geografia fisica
La città è situata a 33° 37' 60 N e 75° 9' 0 E e ha un'altitudine di 1.669 m s.l.m..

## Società

### Evoluzione demografica
Al censimento del 2001 la popolazione di Qazigund assommava a 4.307 persone, delle quali 2.689 maschi e 1.618 femmine. I bambini di età inferiore o uguale ai sei anni assommavano a 352, dei quali 183 maschi e 169 femmine. Infine, coloro che erano in grado di saper almeno leggere e scrivere erano 2.892, dei quali 2.107 maschi e 785 femmine.